# Східний вітер 2
Східний вітер 2 (нім. Oswind 2) — німецький художній фільм 2015 року режисера Каті фон Гарньє. Фільм є екранізацією роману 2014 року «Оствінд — Повернення в Кальтенбах» (нім. Ostwind — Rückkehr nach Kaltenbach) та продовженням фільму 2013 року Оствінд. Разом ми вільні (нім. Ostwind — Zusammen sind wir frei). У кінотеатральний прокат вийшов 14 травня 2015 року. З 25 вересня 2020 року фільм доступний для перегляду на Disney+.

## Сюжет
Літні канікули Міка проводить на кінному заводі своєї бабусі Кальтенбах. Стайня перебуває на межі банкрутства через конкуренцію: сучасний об'єкт поступово загрожує переманити всіх учнів, які навчаються верховій їзді. Її участь у турнірі могла б врятувати жеребця. І ось вона починає тренуватися зі своїм конем Оствіндом, щоб мати можливість взяти участь у змаганнях. Лише з перемогою вона зможе відвернути ліквідацію господарства. Під час підготовки до турніру і Оствінд, і Міка відкривають для себе інтерес до протилежної статі. Для жеребця — це біла кобила, що втекла, для Міки — молодий Мілан, який допомагає Міці тренуватися після того, як вона допомогла йому повернути білу кобилу.
Через непритомність Міці не вдається виграти турнір. Вона допомагає Мілану, який вкрав білу кобилу, врятувати її від смерті. Конюшня врятована від банкрутства завдяки тому, що на замовлення гессенської поліції вона приймає коней, конфіскованих з подвір'я нелегального кінного заводу.

## У ролях
| Актор            | Роль                          |
| ---------------- | ----------------------------- |
| Ганна Бінке      | головна роль Міка Шварц       |
| Яніс Нівенер     | головна роль Мілан            |
| Амбер Бонґард    | Фанні                         |
| Марвін Лінке     | Сем                           |
| Корнелія Фробесс | бабуся Ніки Марія Кальтенбах  |
| Тіло Прюкнер     | дід Сема Пан Каан             |
| Ніна Кронягер    | мати Ніки Елізабет Шварц      |
| Юрген Фоґель     | батько Ніки Філіп Шварц       |
| Генрієтта Мораве | Тінка                         |
| Макс Тідоф       | Леопольд Зассе                |
| Вальтер Зіттлер  | Ганс де Бург                  |
| Валері Шнайдер   | учениця з верхової їзди Чікка |

## Передумови
Видавництво CBJ опублікувало роман «Оствінд — Повернення в Кальтенбах» (нім. Ostwind — Rückkehr nach Kaltenbach), написаний авторами оригінального сценарію Леа Шмідбауер та Крістіною Магдаленою Генн, 24 березня 2014 року, після того, як книга до фільму «Східний вітер» протягом декількох місяців перебувала в списках бестселерів. Роман піднявся на 2-ге місце в списку бестселерів «Börsenverein» в тому ж місяці публікації. Екранізація роману була анонсована в червні 2014 року. Зйомки відбулися влітку 2014 року.

## Відгуки
«Filmdienst» зазначив, що ця історія «навряд чи виходить за рамки роману Енід Мері Блайтон або радіоп'єси "Бібі і Тіна"». Однак Гарньє вдається розкрити «інтенсивні стосунки між людиною і твариною». Телеканал «Spielfilm» вважає, що фільм «втілює в життя мрії дівчат». Каті фон Гарньє вдалося зняти «грандіозне продовження», «ідеальну суміш драматичної напруги, ситуативної комедії та романтичних почуттів».

## Нагороди
18 листопада 2015 року «Східний вітер 2» отримав першу нагороду у розмірі 20 000 євро на восьмому конкурсі сценаріїв «Kindertiger», який вручають «Vision Kino» та «KiKA».

## Продовження
У 2016 році відбулися зйомки другого продовження серіалу «Східний вітер 3: Спадщина Ори». Зокрема, зйомки проходили в листопаді 2016 року на головному кінному заводі Альтефельд поблизу Герлесгаузена на півночі Гессену. Режисером фільму, який вийшов на екрани 27 липня 2017 року, знову стала Катя фон Гарньє.